# 阳越
阳越（？—前502年），中国春秋时期鲁国阳虎的从弟。 
季寤，公鉏极、公山不狃在季孫氏不得志，叔孙辄不被叔孙州仇宠信，叔仲志在鲁国不得志，这五人依靠阳虎。阳虎想除掉三桓，以季寤取代季孫氏，以叔孙辄取代叔孙氏，自己取代孟孫氏。前502年十月初三，计划在蒲圃设享礼时杀死季桓子季孙斯。阳虎驱车在前，林楚为季孙斯驾车，阳越走在最后。将到蒲圃，季孙斯策反了林楚。孟孫氏派人在门外为公期造房子。林楚鞭打乘马，到大街上就飞跑而去，阳越用箭射他，没射中，造房子的人关上大门。有人从门缝里用箭射杀了阳越。